# Santa Coloma (La Rioja)
Santa Coloma es un municipio de la comunidad autónoma de La Rioja (España).
Se encuentra en la falda del Serradero, muy cerca de Nájera, en el valle del Yalde, y ofrece un  mirador de la Rioja alta gracias a su ubicación y altura.

## Historia

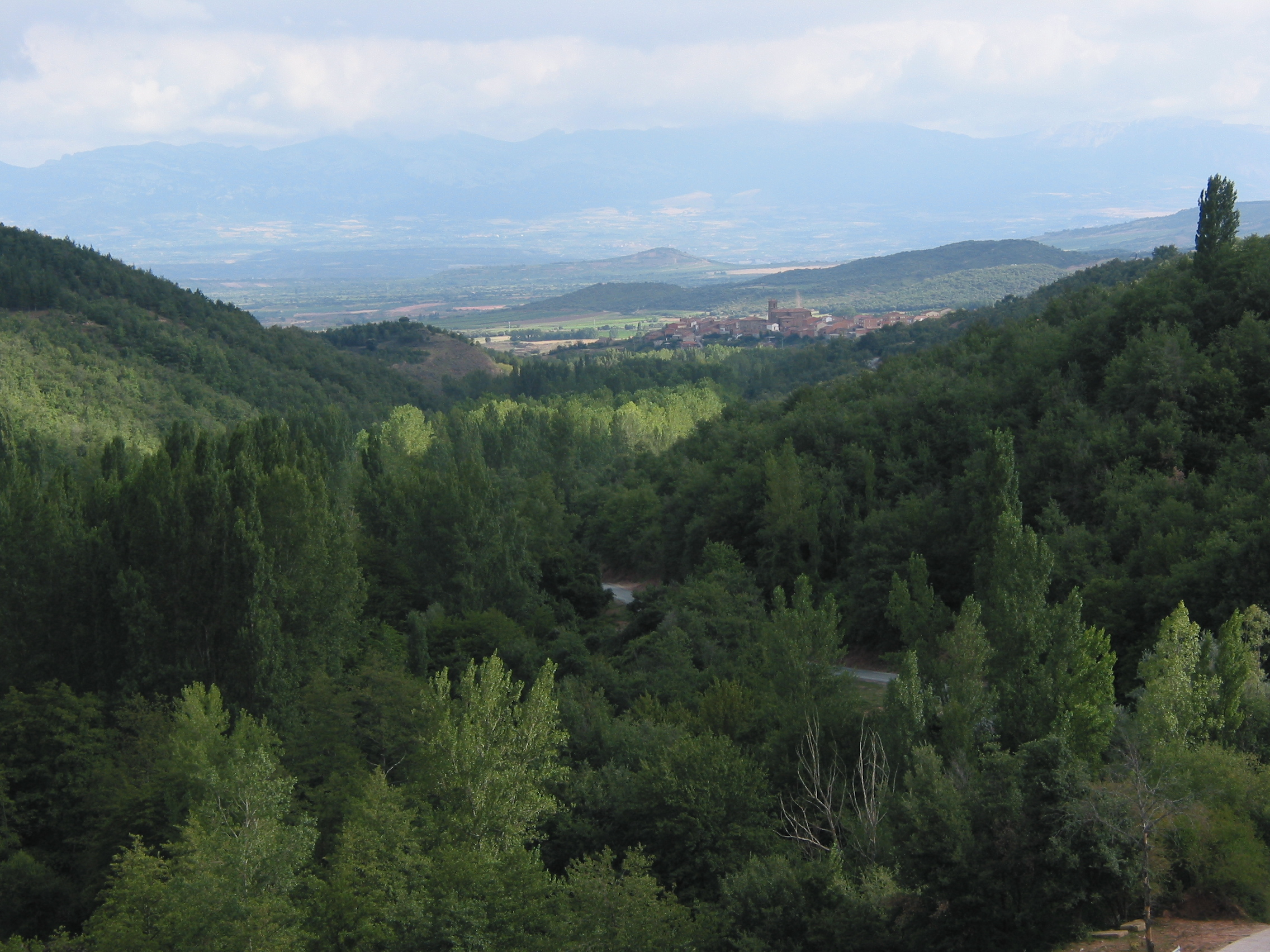
Vista de Santa Coloma desde la presa de Yalde

Su origen surge del culto a Santa Coloma, aunque su historia en nuestros días no es clara.
La leyenda popular conocida por los habitantes de la villa dice que Santa Coloma procedía de una familia adinerada de Tricio, en esta época la zona estaba ocupada por los árabes. Santa Coloma es presionada por su familia a renunciar a su fe cristiana y a casarse por un infiel. Como no quiere renunciar a su fe ni perder su virginidad escapa a su familia y se refugia en una cueva donde habita una osa en el monte cercano hasta que es capturada por la autoridad y finalmente es asesinada y decapitada consiguiendo así su estado de mártir. Sus restos reposan en el lugar donde hoy se encuentra la villa en lo que primero fue una ermita, luego un monasterio y hoy se encuentra la iglesia del pueblo.
Santa Coloma tiene tres establecimientos religiosos dedicados a su culto en La Rioja. Margarita Cantera ha resumido la problemática planteada por esta advocación. Se trata en primer lugar de distinguir si esta Santa Coloma es de origen español o francés. A favor de que se trata de la santa española de este nombre martirizada en el 971 se inclinan autores como Yepes o Moret; ahora bien, existe la duda de si las reliquias veneradas son las de la mártir cordobesa del Monasterio tabanense cuyas reliquias habrían sido traídas por los mozárabes; o bien las de la hija de un rey moro de Cerezo que fue martirizada. A favor de la tesis francesa se inclinan Govantes y Pérez de Urbel. Para este último fueron los monjes que acudieron a restaurar el cenobio quienes trajeron las reliquias de la Santa francesa. Además, el culto a Santa Coloma de Sens se difundió rápidamente en la Iglesia visigoda, adquiriendo mayor importancia que la devoción a la Santa de Córdoba.
El Monasterio de Santa Coloma, enclavado en la villa del mismo nombre, fue restaurado por Ordoño II en el año 923 tras su reconquista. Pérez de Urbel afirma que su restauración fue posiblemente realizada por monjes procedentes del monasterio de San Mamés y Santa Coloma de Ura, en Burgos. Este monasterio pasó a depender de Santa María de Nájera por donación de la reina Estefanía, en una fecha comprendida entre 1054 y 1060.
También estaban dedicados a Santa Coloma, un pequeño monasterio, situado debajo de Medrano, así como una iglesia en Nájera, próxima a San Martín del Castillo, que se incorporó por donación real en abril de 1052 al patrimonio de la Alberguería de Nájera.

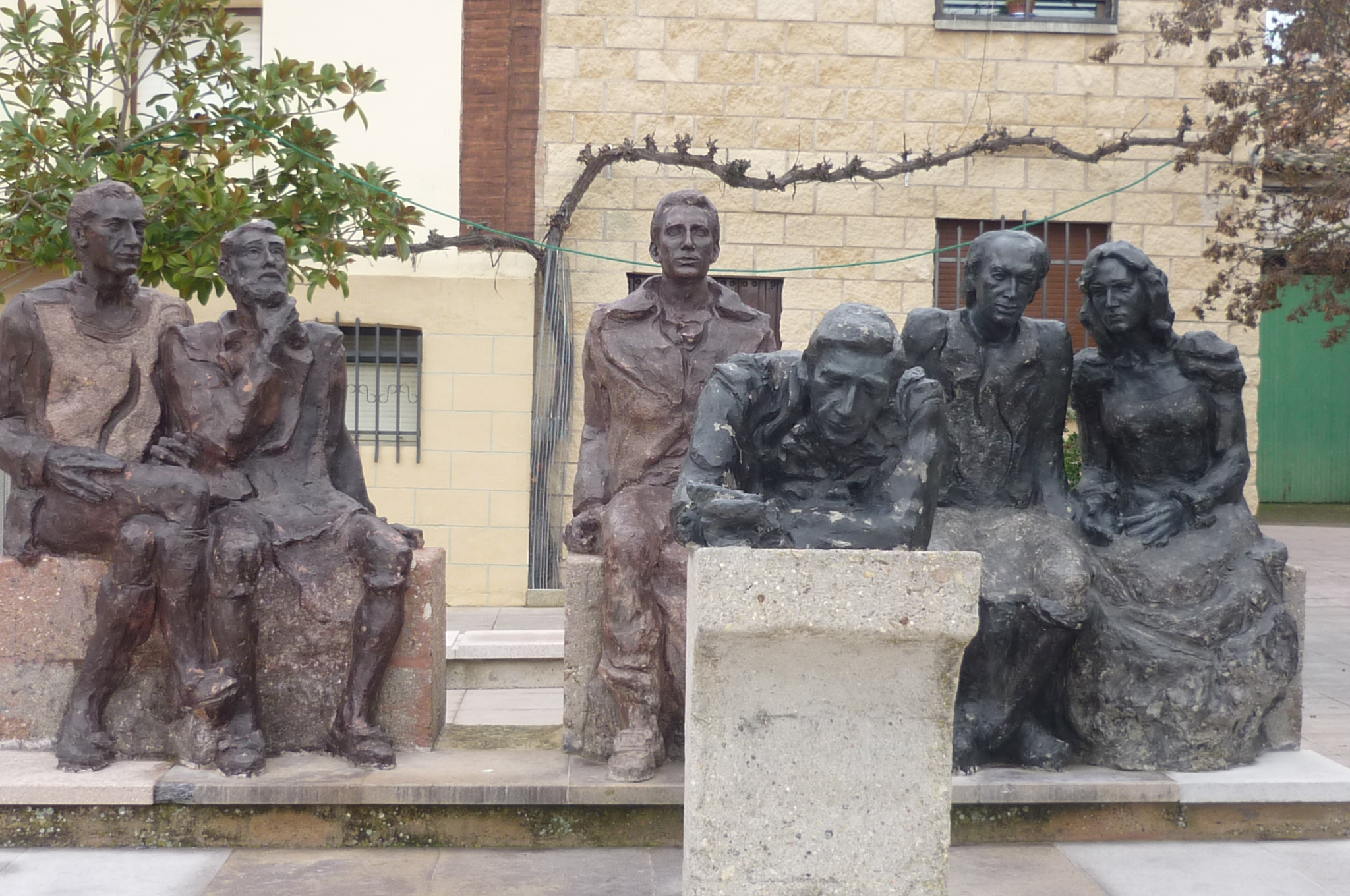
Monumento a la Convención.

### La Convención
En 1812, durante la Guerra de Independencia, se celebró en Santa Coloma una convención de 59 localidades en la cual se reclamó la creación de una provincia – marco administrativo que se estaba creando en la época, existente en la actualidad– para la región natural de la Rioja. En ella se ve el más remoto precedente del riojanismo. Este acontecimiento se denomina en la historiografía como  Convención de Santa Coloma o Junta General de La Rioja.
Un monumento obra del escultor Miguel Ángel Sainz conmemora este hecho en la plaza de la Convención. Anualmente el Parlamento de La Rioja rememora este acontecimiento el 8 de junio, con lo que se inician los actos de celebración del Día de La Rioja (9 de junio).

## Geografía humana

### Demografía
Cuenta con una población de 103 habitantes (INE 2024).
| Gráfica de evolución demográfica de Santa Coloma entre 1842 y 2021                                                    |
| |
| Población de derecho según los censos de población del INE. Población de hecho según los censos de población del INE. |

## Administración
| Periodo   | Nombre                       | Partido |
| --------- | ---------------------------- | ------- |
| 1979-1983 | Rufino Marín Marín           | UCD     |
| 1983-1987 | Ricardo Marín Santamaría     | PRP     |
| 1987-1991 | Jacinto Izquierdo Santamaría | PSOE    |
| 1991-1995 | Jorge Santamaría Nájera      | PP      |
| 1995-1999 | Jorge Santamaría Nájera      | PP      |
| 1999-2003 | Rubén González Sáenz         | PP      |
| 2003-2007 | David González Sáenz         | PP      |
| 2007-2011 | Pedro José Hernando Marín    | PP      |
| 2011-2015 | Pedro José Hernando Marín    | PP      |
| 2015-2019 | Natividad García Gutiérrez   | PP      |
| 2019-2023 | Silvia Amutio Palacios       | PP      |

## Economía

### Evolución de la deuda viva
El concepto de deuda viva contempla sólo las deudas con cajas y bancos relativas a créditos financieros, valores de renta fija y préstamos o créditos transferidos a terceros, excluyéndose, por tanto, la deuda comercial.
Entre los años 2008 a 2019 este ayuntamiento no ha tenido deuda viva.

## Patrimonio

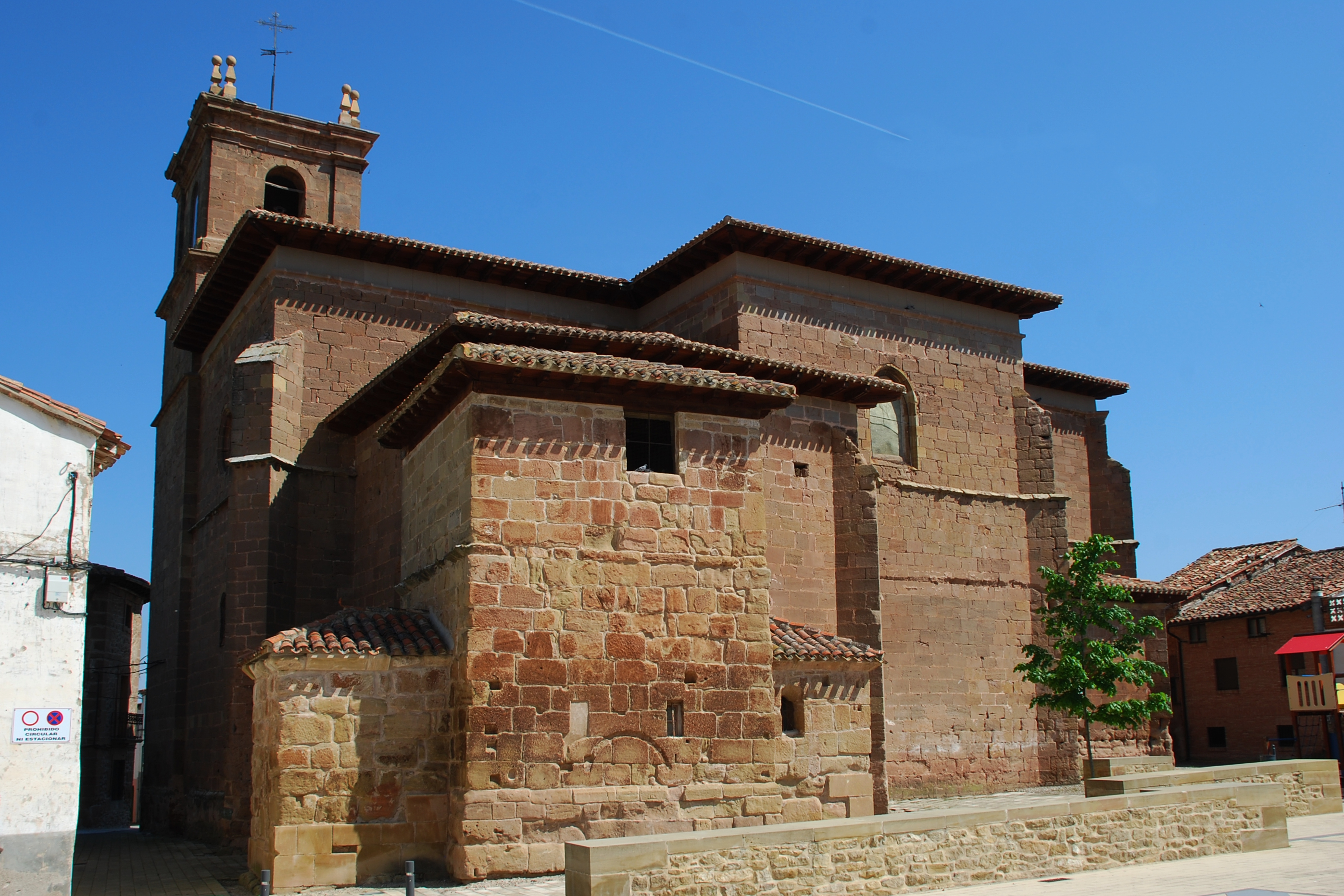
Iglesia de la Asunción.

- Iglesia parroquial de la Asunción.

El maestro cantero Juan Martínez de Mutio hizo la traza para la construcción de esta iglesia, concluida antes de 1546.
Consta de una nave de tres tramos, con cabecera cuadrangular y crucero. Se encuentra cubierta por bóvedas de crucería estrelladas sobre arcos apuntados.
La portada está bajo un pórtico, destacada por un arco entre pilastras y ornamentada con escudos de la corona de Navarra. Se remata con una hornacina que guarda una imagen con el tema de la Asunción de la Virgen.
Fue declarada Bien de Interés Cultural en la categoría de Monumento el 15 de enero de 1982.

## Economía
Su principal fuente de economía es el cultivo de cereales y otros cultivos de secano; ganadería y elaboración de embutidos.

## Fiestas locales
La fiesta local es el día 31 de diciembre (Santa Coloma), pero se traslada al último domingo de mayo.
También se celebra la Semana Cultural la segunda semana de agosto organizada por la "Asociación Cultural y Juvenil La Santa". El sábado, una vez finalizada, se asa una ternera.

## Literatura
Francisco Bermejo Martín. Escritos de Santa Coloma (del 8 al 16 de diciembre de 1812). Depósito Legal: LR 335 - 2014.